# Karel IV. ze Schwarzenbergu
Karel IV. Schwarzenberg (německy Karl IV Friedrich Eduard Emanuel zu Schwarzenberg; 1. července 1859 Čimelice – 4. října 1913 Orlík nad Vltavou), byl český šlechtic, politik a vlastenec.

## Biografie
Pocházel z vlivného šlechtického rodu Schwarzenbergů. Jeho otcem byl český politik Karel III. ze Schwarzenbergu, v politice působil i jeho bratr Bedřich Schwarzenberg. V roce 1877 dostudoval Akademické gymnázium v Praze a pak absolvoval práva na Karlo-Ferdinandově univerzitě v Praze. Od roku 1881 pracoval jako koncipient na Českém místodržitelství. Roku 1882 podnikl cestu do Orientu, během které se setkal i s archeologem Heinrichem Schliemannem.
Později opustil státní služby a věnoval se veřejnému životu a politice. V letech 1889–1913 byl poslancem Českého zemského sněmu. Ve volbách do Říšské rady roku 1891 byl zvolen do Říšské rady (celostátní zákonodárný sbor), kde reprezentoval velkostatkářskou kurii v Čechách. Rezignaci na poslanecký mandát oznámil dopisem 20. října 1895. V roce 1895 se totiž na přání svého otce musel ujmout správy velkostatku ve Vosově.
Patřil do Strany konzervativního velkostatku (sám převzal poslanecký post na zemském sněmu po svém otci), tedy mezi historickou šlechtu, která podporovala české státní právo a české autonomistické aspirace. Zároveň ale jako důsledný konzervativec odmítal všeobecné volební právo. V době vstupu na sněm roku 1889 vyvolal emotivní reakce jeho výrok ohledně husitství. Schwarzenberg totiž označil husity za „komunismus 15. století“ a prohlásil: „Mezi husity bylo na počátku onoho hnutí mnoho charakterů ctihodných, avšak husité bohužel zvrhli se brzy v tlupu lupičů a žhářů.“ Šlo o součást veřejné diskuze ohledně umístění plakety s podobiznou Jana Husa na právě dokončované budově Národního muzea v Praze. Mladočeši byli rezolutně pro, staročeši se snažili oslavu husitství upozadit.
Po vstupu na zemský sněm se ovšem Schwarzenberg připojil k mladočechům, když hlasoval proti projektu takzvaných punktací. Roku 1910 zastupoval konzervativní šlechtu při česko-německé konferenci o národnostním vyrovnání.
Roku 1904 převzal po svém otci dědičné místo v Panské sněmovně (jmenovaná horní komora Říšské rady), v níž potom působil od roku 1911 jako předák pravice.
Přispíval do Časopisu Českého muzea. Měl vojenskou hodnost poručíka v záloze a byl nositelem titulu čestného rytíře Maltézského řádu. Byl osobním známým následníka trůnu Františka Ferdinanda d'Este.

## Rodina
Ve Vídni se 20. května 1885 oženil s hraběnkou Marií Kinskou z Vchynic a Tetova (18. 10. 1866 Bad Ischl – 11. 5. 1889 Osov (Wossow), dcerou Bedřicha Karla Kinského (1844–1899) a Sofie z Mensdorff-Pouilly (1845–1909). Z prvního manželství se narodil syn a dědic Karel V. Podruhé se oženil 24. listopadu 1891 ve Vídni s hraběnkou Idou z Hoyos-Sprinzensteinu (31. 8. 1870 Horn –27. 1. 1946 Vídeň), dcerou Arnošta Karla z Hoyos-Sprinzensteinu (1830–1903) a jeho manželky Eleonory Paarové (1835–1913).
Celkem měl šest dětí:
- 1. Karel V. (26. 2. 1886 Praha – 6. 9. 1914 Vukovár)
  - ∞ (5. 2. 1910 Vídeň) Eleonora z Clam–Gallasu (4. 11. 1887 Frýdlant – 31. 5. 1967 Vídeň)
- 2. Arnošt (11. 10. 1892 Osov – 18. 12. 1979 Písek)
  - 1. ∞ (19. 2. 1916 Budapest; rozvedeni 20. 11. 1934 Praha) Erzsébet Henriette Széchényi von Sárvár-Felsövidék (2. 8. 1895 Vajszka – 14. 1. 1957 Erzsébettanya)
  - 2. ∞ (12. 5. 1973 Bernartice) Mathilde Gerber (22. 7. 1899 Stuttgart – 26. 1. 1999 St. Margarethen, Švýcarsko)
- 3. Josef Adolf (18. 6. 1894 Osov – 27. 6. 1894, pohřben na osovském hřbitově)
- 4. Marie Vilemína (8. 6. 1896 Osov – 13. 12. 1945 Pettenbach, Horní Rakousy)
  - 1. ∞ (30. 4. 1921 Praha) Ferdinand Josef z Trauttmansdorf-Weinsbergu (20. 2. 1893 – 24. 11. 1932)
  - 2. ∞ (18. 2. 1938 Budapest) Andor Pál Somssich de Saárd (30. 6. 1900 Somogysárd – 24. 9. 1963 St. Pölten)
- 5. Eleonora (15. 8. 1899 Osov – 21. 3. 1984 Kahlsperg bei Oberalm)
  - ∞ (28. 7. 1919 Praha) Jan Bedřich z Hartigu (30. 5. 1891 – 5. 10. 1935)
- 6. Jan (31. 1. 1903 Praha – 26. 5. 1978 Cittá della Pieve, Perugia; autonehoda)
  - ∞ (1. 9. 1931 Wespelaer, Belgie) Kathleen Vcts de Spoelberch (19. 5. 1905 Brusel – 26. 5. 1978 Citta della Pieve, Perugia; autonehoda)